# Arthonia dispuncta
Arthonia dispuncta är en lavart som beskrevs av William Nylander. 
Arthonia dispuncta ingår i släktet Arthonia, och familjen Arthoniaceae. Arten är reproducerande i Sverige.